# Shogufa Safi
Shogufa Safi (Afganistan, 2003) és una directora d'orquestra afganesa.
Dirigeix la primera orquestra només de dones d'Afganistan, anomenada Zohra i formada per dones d'entre 13 i 20 anys, moltes de famílies pobres. El grup toca música tradicional afganesa i clàssica occidental.
El 2014 van fer les primeres actuacions tant dins el seu país com fora. Formalment el grup es van formar el 2016 amb músics de l'Institut Nacional de Música d'Afganistan. El 2017 van actuar al Fòrum Econòmic Mundial i el 2019 van fer una gira al Regne Unit.
Quan els talibans van tornar al poder el 2021 l'institut on assajaven va tancar, i van marxar del país. El 2021 van actuar a Doha. El mateix any van començar els tràmits per reconstruir l'orquestra a Portugal, després que aquest país els concedís asil. Portugal va acollir un total de 764 refugiats afganesos, entre els quals hi havia 273 músics de l'Institut Nacional d'Afganistan.
Safi forma part de les 100 dones més inspiradores del 2021 per la BBC.